# Чосново
Чосново (пол. Czosnowo, нім. Knobloch) — село в Польщі, у гміні Плоскіня Браневського повіту Вармінсько-Мазурського воєводства.
Населення — 41 особа (2011).
У 1975-1998 роках село належало до Ельблонзького воєводства.

## Демографія
Демографічна структура станом на 31 березня 2011 року:
|          | Загалом | Допрацездатний вік | Працездатний вік | Постпрацездатний вік |
| -------- | ------- | ------------------ | ---------------- | -------------------- |
| Чоловіки | 18      | 2                  | 15               | 1                    |
| Жінки    | 23      | 5                  | 14               | 4                    |
| Разом    | 41      | 7                  | 29               | 5                    |